# Gaćani
Gaćani (szerbül: Гаћани), falu Bosznia-Hercegovinában, Bosanska krajina területén, Prijedor községben, a Szerb Köztársaságban. 

## Fekvése
Bosznia-Hercegovina északnyugati részén, Banja Lukától légvonalban 43, közúton 61 km-re északnyugatra, községközpontjától légvonalban 6, közúton 7 km-re délre, 130 – 260 méteres tengerszint feletti magasságban, a Szana folyó jobb partján elterülő dombos területen fekszik. Több településrészből áll. 

## Népessége
| Nemzetiségi csoport | Népesség 1991 | Népesség 2013 |
| ------------------- | ------------- | ------------- |
| Szerb               | 372           | 288           |
| Bosnyák             | 0             | 0             |
| Horvát              | 2             | 2             |
| Jugoszláv           | 8             | 0             |
| Egyéb               | 9             | 8             |
| Összesen            | 391           | 298           |

## Története
A település 1878-ig tartozott az Oszmán Birodalomhoz, ekkor a berlini kongresszus határozata alapján az Osztrák-Magyar Monarchia része lett. 1879-ben az első osztrák-magyar népszámlálás során a Prijedori járáshoz, és Prijedor községhez tartozó Gaćani bego településnek 9 háztartása és 81 ortodox lakosa, Gaćani dubica településnek 18 háztartása és 119 ortodox lakosa volt. 1910-ben Gaćani községben összesen 109 háztartást 701 ortodox szerb és 42 muszlim lakost találtak, ezen belül Gaćani bego településen 17 háztartás és 165 ortodox lakos, Gaćani dubica településen 50 háztartást, 342 ortodox és 1 muszlim lakost találtak. A monarchia szétesésével 1918-ban előbb a Szerb-Horvát-Szlovén Királyság, majd 1929-től a Jugoszláv Királyság része. 1921-ben a községnek 118 háztartása és 726 lakosa volt. Jugoszlávia megszállása után a falu a Független Horvát Állam (NDH) része lett. 
1945-től a település a szocialista Jugoszlávia része volt. A boszniai háború idején a település a Boszniai Szerb Köztársasághoz tartozott. A daytoni békeszerződést követő területfelosztásnál a település Prijedor község részeként a Szerb Köztársaság területéhez került.